# Joseph Jack Kirkland
Joseph Jack Kirkland, genannt Jack Kirkland, (* 24. Mai 1925 in Winter Garden, Florida; † 30. Oktober 2016) war ein US-amerikanischer Chemiker. Er gehört zu den Entwicklern der Hochleistungsflüssigkeitschromatographie (HPLC) Mitte der 1960er Jahre.
Kirkland studierte Chemie an der Emory University mit dem Bachelor- und Master-Abschluss und wurde 1953 an der University of Virginia in analytischer Chemie promoviert. Von 1953 bis 1992 arbeitete er bei DuPont.
1989 gründete er mit anderen Rockland Technologies, die 1997 von Hewlett-Packard (HP) übernommen wurden. Kirkland blieb nach der Übernahme bei HP und ging 2001 in den Ruhestand. Von 2005 bis zu seinem Tod war er bei Advanced Materials Technology, zuletzt als Vizepräsident für Forschung.
Er ist für verschiedene technische Verbesserungen von HPLC-Säulen bekannt:
- 1969 oberflächlich poröse Teilchen (Zipax)
- 1972 Permaphase
- 1972 Zorbax (direkte Synthese von 5-Micron Teilchen mit enger Streuung der Durchmesser)
- Zorbax-Rx 1988, mit reinen Silica-Teilchen
- StableBond 1989, Packungen mit niedrigem pH-Wert, die bei hohen Temperaturen stabil waren
- 2006 Halo, mit sogenannten Schalen-Teilchen (shell particles) mit einer bedeutenden Steigerung der Effizienz der Säulen und als Alternative zur Verwendung von Teilchen mit Durchmessern kleiner als 2 Mikrometer bei hohen Drucken.

Seine Arbeit mit Joe Glajch und anderen über HPLC-Optimierung mit vier Lösungsmitteln (mit gleichzeitig normaler und Umkehrphasen-HPLC) war ein Vorläufer des später gängigen computergestützten Entwurfs. Er war einer der Entwickler des hydrophoben Subtraktionsmodells für Umkehrphasen-Flüssigkeitschromatographie.
Vor seiner Beschäftigung mit Flüssigkeitschromatographie leistete er auch wichtige Beiträge zur Gaschromatographie. Einige Jahre befasste er sich auch mit Feld-Fluss-Fraktionierung. Von ihm stammen acht Bücher über HPLC und er gab regelmäßig Kurse darüber, organisiert von der American Chemical Society. 1982 erhielt er die Torbern Bergman-Medaille der Schwedischen Chemischen Gesellschaft.

## Schriften
- als Herausgeber: Modern practice of liquid chromatography, Wiley 1971
- mit Lloyd R. Snyder: Introduction to modern liquid chromatography, 2. Auflage, Wiley 1979, 3. Auflage mit John W. Dolan 2010
- mit Lloyd R. Snyder; Joseph L. Glajch: Practical HPLC Method Development, Wiley 1988, 2. Auflage 1997